# Đorđe Smičiklas

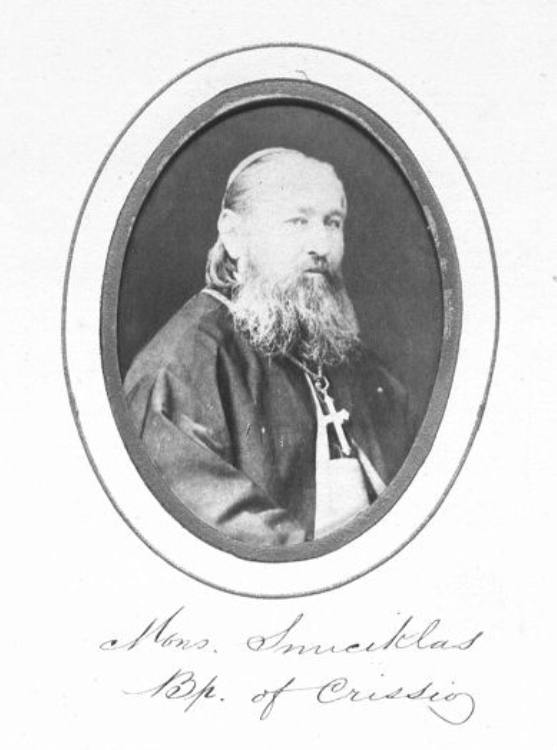
Đorđe Smičiklas

Đorđe Smičiklas (* 14. Dezember 1815 in Reštovo; † 20. April 1881 in Križevci, Österreich-Ungarn, heute Kroatien) war Bischof der griechisch-katholischen Eparchie Križevci.

## Leben
Im Alter von dreiundzwanzig Jahren wurde Đorđe Smičiklas zum Priester geweiht. Am 21. Dezember 1857, im Alter von zweiundvierzig Jahren, erfolgte seine Ernennung zum Bischof von Križevci. Die feierliche Ordination fand am 21. März 1858 in der Eparchie Križevci statt. Nach insgesamt vierzigjährigem pastoralen Dienst als griechisch-katholischer Priester und dreiundzwanzigjährigem Bischofsamt starb Đorđe Smičiklas am 20. April 1881 im Alter von 65 Jahren im Bistum Križevci.